# Downsville (Louisiana)
Downsville è un comune degli Stati Uniti d'America, situato nello Stato della Louisiana, diviso tra la parrocchia di Union e la parrocchia di Lincoln.